# Klaus Novais
Klaus Novais (São Paulo, 1969) é um ator, diretor, cenógrafo, figurinista, pintor, cartunista e autor brasileiro.
Desde 1987, atua em diversas áreas artísticas. É ator sindicalizado ao SATED-SP e associado da Cooperativa Paulista de Teatro. Atuou em diversos espetáculos em diferentes funções, entre eles: "Hair", "Babel", "Sangue de Boy", "Édipo em processo", "AmorAmorAmor", "Maria Quitéria", "Lulu-A caixa de Pandora", "Boa noite, mãe", "Exercício para Antígona", "Senhor Paul", "Onde está Baity?", "O Casamento do pequeno burguês", "Valsa nº6", "Macbeth", "Vênus castigadora do Amazonas". Teve aulas com as atrizes Miriam Muniz, Madalena Bernardes e Lu Grimaldi, entre outros. Trabalhou com Paulo Autran, Renato Borghi, Fernando Peixoto, Luís Damasceno, Iara Jamra, Gustavo Machado, entre outros. Atualmente divulga suas  peças teatrais e outros escritos de sua autoria. Após ter morado em Brasília por quatro anos, vive em Lisboa desde 2011.